# حفیظ‌الله پهلوان
قاری صاحب حفیظ الله پهلوان (پشتو: قاری صاحب حفیظ الله پهلوان قاری صاحب حفیظ) یک سیاستمدار افغان طالبان است که در حال حاضر به عنوان والی فاریاب از ۷ نوامبر ۲۰۲۱ فعالیت می‌کند.